# 刘亚苏
刘亚苏（1950年代？—），安徽省宿县人，中国人民解放军少将。

## 生平
刘亚苏早年任中国人民解放军兰州军区陆军第四十七集团军第一三九师第四一七团（人称“夜老虎团”）团长，在两山轮战时亲自指挥了“黑豹”行动，其中以1987年1月7日的“1.7”战斗最为著名。当时第四一七团在老山前线发动了一次出击拔点167高地的作战，参战主力仅为第四一七团第四连，但作战十分勇猛。1987年1月8日晚，河内广播电台报道称：“1月7日，中国军队向我边境地区发动了两个团规模的进攻。”1987年1月9日，美国之音报道称：“1月7日，在中越边境爆发了自1979年以来规模最大的一次战斗。”后来，刘亚苏进入中国人民解放军总参谋部工作，并晋升为少将军衔，2015年时正在担任中央军委联合参谋部情报局副军职专职情报干部。

## 家庭
- 父：刘建德，曾参加抗美援朝战争[4]。
- 母：陈于湘，浙江省温州市苍南县宜山农村人[5]。
- 长兄：刘亚洲空军上将，曾任中国人民解放军国防大学政治委员[5]。
- 三弟：刘亚伟，1987年到美国留学，毕业于美国埃默里大学，曾任埃默里大学政治学系兼职副教授、美国亚特兰大中国研究中心副主任等，后任美国卡特中心中国项目主任、佐治亚帕里米特学院副教授，全美中国研究联合会会长，定居美国[5][6][7]。
- 四弟：刘亚军，从事教育科技事业，定居国外[5]。
- 五弟：刘亚武大校，曾任空军第五师政委[5]。